# Brulleia townesi
Brulleia townesi är en stekelart som beskrevs av Van Achterberg 1983. Brulleia townesi ingår i släktet Brulleia och familjen bracksteklar. Inga underarter finns listade.